# كاروساديس (كيركيرا)

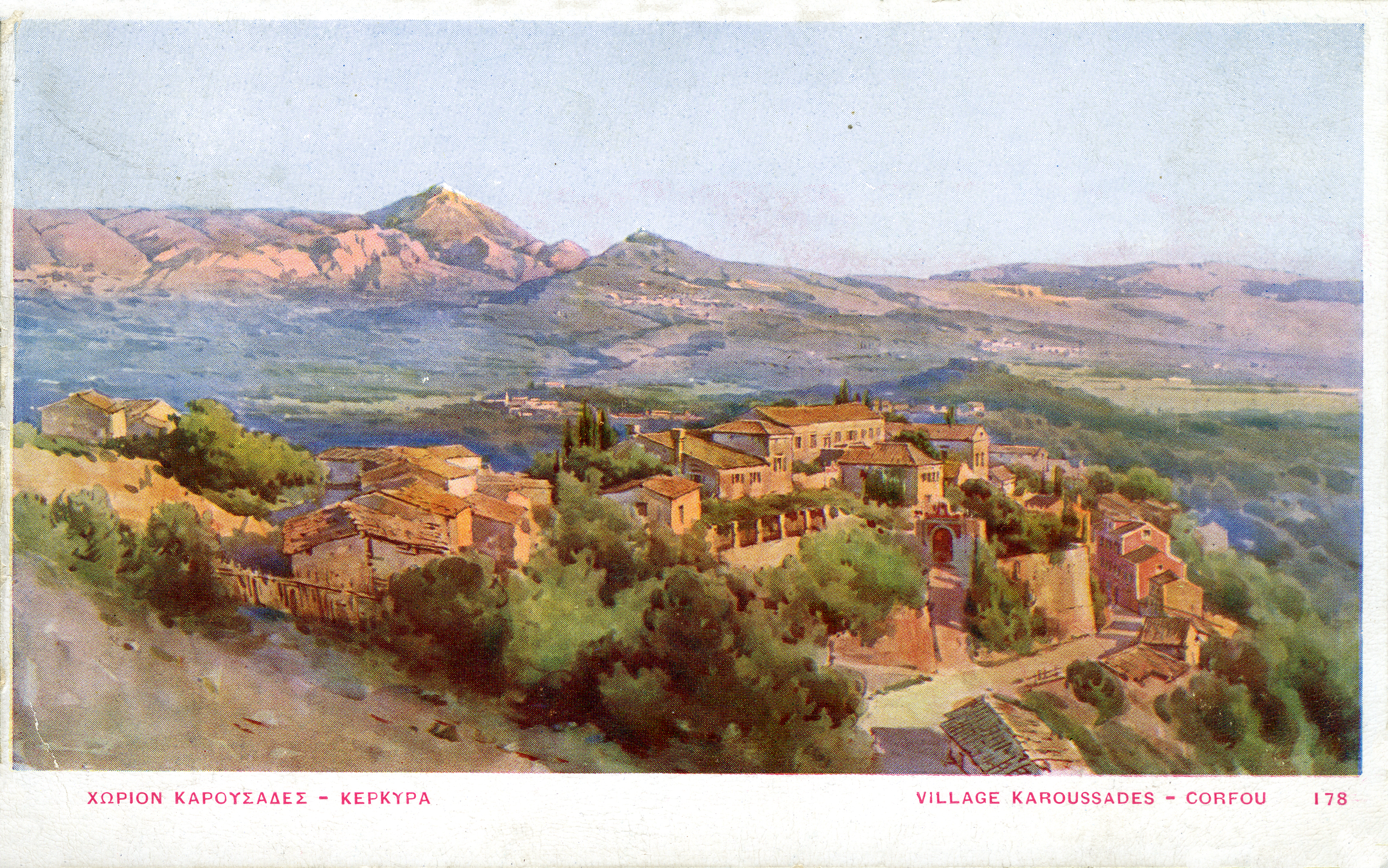
بطاقة بريدية لقرية كاروساديس.

كاروساديس (Καρουσάδες) هي مدينة في كيركيرا في مقاطعة كينتريكي إلادا في اليونان.
يبلغ عدد سكانها حوالي 1051 نسمة.